# Jack Kent Cooke

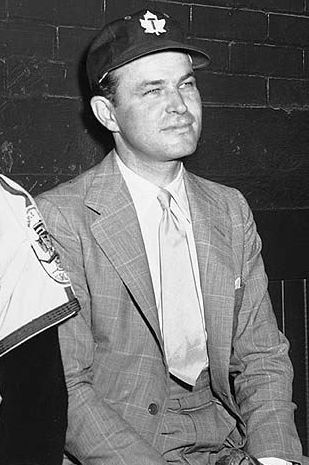
Jack Cooke im Maple Leaf Stadium, Toronto, Kanada (um 1955)

Jack Kent Cooke (* 25. Oktober 1912 in Hamilton, Ontario; † 6. April 1997 in Washington, D.C.) war ein kanadischer Medien-Unternehmer und Besitzer diverser Profiteams aus unterschiedlichen Sportarten. Im Jahr 1985 wurde er in die Canadian Baseball Hall of Fame aufgenommen.

## Leben
Cooke bekam im Jahr 1937 seinen ersten Job in der Medienindustrie bei einem lokalen Radiosender in Stratford, Ontario. Im Jahr 1951 kaufte er die Baseballmannschaft Toronto Maple Leafs. Neun Jahre später zog er nach Kalifornien, wo er 1965 die Basketballmannschaft Los Angeles Lakers für 5,2 Mio. US-Dollar von Bob Short erwarb. Im Jahr darauf kaufte er die Los Angeles Kings aus der National Hockey League (NHL). Als Arena für beide Teams ließ er im Jahr 1967 das Great Western Forum in Inglewood bauen. Im selben Jahr gründete er den Fußballverein Los Angeles Wolves, der im gleichen Jahr Meister wurde und im Folgejahr Mitbegründer der North American Soccer League war.
Als Boxpromoter organisierte Cooke im Jahr 1971 den Kampf zwischen Muhammad Ali und Joe Frazier. Im Jahr 1974 wurde er Haupteigner der Washington Redskins, zog 1978 schließlich ganz nach Washington und verkaufte ein Jahr später die Lakers, die Kings und das Forum für 67,5 Mio. US-Dollar an Jerry Buss und erwarb das Chrysler Building. Im Jahr 1985 kaufte er die Los Angeles Daily News.
Im September 1995 starb sein ältester Sohn Ralph Kent-Cooke im Alter von 58 Jahren. Cooke selbst starb im Alter von 84 Jahren 1997 an Herzversagen.